# 大营街道
大营街道，是中华人民共和国云南省昆明市富民县下辖的一个街道办事处。
2017年，昆明市人民政府批复同意将永定街道析置为永定街道和大营街道，大营街道辖大营、奎南、东元、三村、茨塘、束刻、麦竜、麦依甸、西山、麦场、仓前、元山、松林、黄坡、旧县、永安16个村（居）委会，国土面积184平方千米，办事处驻大营社区大营街40号。

## 行政区划
大营街道下辖以下地区：
大营社区、奎南村、麦垄村、麦依甸村、束刻村、茨塘村、三村、东元村、麦场村、松林村、永安村、黄坡村、元山村、仓前村、西山村和旧县村。